# ブルボンヌ
ブルボンヌ（Bourbonne、1971年11月1日 - ）は日本の女装パフォーマー、ドラァグクイーン、エッセイストである。また、本名の斎藤 靖紀（さいとう やすき）名義で雑誌の編集などにも携わる。岐阜県岐阜市出身。岐阜県立岐阜高等学校卒業、早稲田大学第一文学部除籍。

## 活動
大学在学中の1990年よりゲイのためのパソコン通信「UC-GALOP」を立ち上げる。1994年、ドラァグクイーン集団「アッパーキャンプ」結成、ブルボンヌと名乗り始める。大学中退後は斎藤靖紀名義で『Badi』の編集に携わる。
新宿二丁目のミックスバー「Campy! Bar」などをプロデュースしている他、女装パフォーマー集団「Campy! ガールズ」の一員として日本各地のゲイイベントなどに出演。エンターテインメント情報サイト「Campy!」をプロデュースしており、小野アヅマ、田中リオウと共に記事を書いている。また、『週刊女性』『この映画がすごい!』に連載を持ち、『BUBKA』に不定期に寄稿している。女性向け情報サイトサイゾーウーマンでは映画批評を連載している。コンピュータやデジタル関係にも造詣が深く、『Badi』ではデジタル関係の記事を担当していたほか、『TECH Win』にも実用ソフトを含む新作PCソフトのレビュー記事を不定期で寄稿していた。
日本初のLGBT賞であるTokyo SuperStar Awardsの第1回授賞式の司会をタレントのMEGUMIと共に務めた。

## メディア出演

### 雑誌連載
2017年9月現在
- コスモポリタン(ハースト婦人画報社)
- プレジデントウーマン(株式会社プレジデント社)
- 週刊金曜日（株式会社金曜日）
- LDK（晋遊舎）

過去の連載
- この映画がすごい!（宝島社）
- 週刊女性（主婦と生活社）
- Badi（テラ出版）
- Gina（ぶんか社）

### Web連載
2015年4月現在
- オンナ目線のニュースサイト「ウートピ」　教えて！ブルボンヌ先生「ワガママと自由の境界線」
- au Karada Manager for Woman　　「for Womanお悩み相談室」

過去の連載
- サイゾーウーマン 　ブルボンヌの「女優女優女優!」[7]
- 新宿2丁目ポータルサイト「2CHOPO」 　ブルボンヌのOVER THE RAINBOW 虹の向こうに
- オンナ目線のニュースサイト「ウートピ」　ブルボンヌ先生の「オンナの野戦病院」

### テレビ番組
・俺のスカート、どこ行った?（日本テレビ）原田のぶおキャラクター監修

#### 現在出演中
- TiARY TV (テレビ神奈川) 日曜日出演[9]
- ハートネットTV（NHK Eテレ）　不定期出演

- 週刊ニュース深読み（NHK総合）　不定期出演

#### 過去の出演
NHK総合テレビ
- 探検バクモン　“性をめぐる大冒険”

日本テレビ
- 踊る!さんま御殿!!
- 芸能BANG
- なるほど!ハイスクール
- 1億3千万人のエピソードバラエティー コレってアリですか?
- DON!
- SKE48のエビフライデーナイト

テレビ朝日
- クイズプレゼンバラエティー Qさま!!
- くりぃむクイズ ミラクル9
- タモリ倶楽部
- ロンドンハーツ

TBS
- 王様のブランチ
- クイズ!イチガン
- さんまのSUPERからくりTV
- 20マウス

フジテレビ
- クイズ!ガットショット
- ザ・ベストハウス123
- 知りたがり!　コメンテーター
- 世界おもしろ珍メダル バカデミービデオ大賞
- 脳活アップデートQ!スマートモンキーズ!!　常連パネラー
- ノンストップ!
- バイキング (テレビ番組)
- ペケ×ポン
- JOSO-TV
- ゆうがたLIVE ワンダー（関西テレビ）　水曜コメンテーター

BeeTV
- おネェゲーランキング

LaLa TV
- LaLaネェのオス♂スメ

NOTTV
- 青木隆治のエンタメまるっとLIVE

### テレビドラマ
- 女はそれを許さない 第8話（TBS、12月9日） - ロドリゲス 役

### ラジオ
現在出演中
- 西川あやの おいでよ!クリエイティ部（文化放送） - 金曜スタジオ部員（コメンテーター）
- オンナnoミカタ（NHKラジオ第1、不定期）　メインMC
- Find Your Colors with TOKYO RAINBOW PRIDE（InterFM）
- ブルボンヌのラジオ保健室（NHKラジオ第1） - パーソナリティー[10]

過去の出演
- 午後のまりやーじゅ（NHKラジオ第1） - 木曜パートナー
- wktkラヂオ学園（NHKラジオ第1）
- 夕やけ寺ちゃん 活動中（文化放送） - 月1コメンテーター
- 荻上チキ・Session-22（TBSラジオ）
- はみだし しゃべくりラジオ キックス（山梨放送） - 金曜メインパーソナリティー

### Web番組
- セントフォース学園映画研究部

### 映画
- パブの中（2011年公開、Heaven Films）常連客役
- さくら（2020年11月13日公開、松竹配給） - ゲイバーの店員 役[11]

### キャンペーン
- はなまるうどん　UDNススリンカップ2014

### その他
- でんぱ組.inc WWD 大冒険 TOUR 2015 〜この世界はまだ知らないことばかり〜 - 女性限定会場でMCを担当
- でんぱ組.inc ワールドワイド☆でんぱツアー2014 - 女性限定会場でMCを担当
- Tokyo SuperStar Awards - 第1～2回はMEGUMIと、第3回は佐藤かよと司会
- 映画『イミテーション・ゲーム/エニグマと天才数学者の秘密』 - 各界著名人と共にコメント